# Волкова Алла Вікторівна
Алла Вікторівна Волкова (рос. Алла Викторовна Волкова; нар. 12 квітня 1968, Смоленськ, РРФСР) — російська футболістка, воротар. Виступала за збірну Росії. Учасниця чемпіонатів світу 1999 і 2003. Майстер спорту Росії (1996).

## Клубна кар'єра
У 1993 році виступала за «Надію» (Могильов) і стала чемпіоном Білорусі. У сезонах 1994-1995 років виступала за «Вікторія-86» (Берестя) і виграла з командою Кубок Білорусі. На Кубку чемпіонів співдружності помічена селекціонерами воронезького клубу. У 1996 році виступала за воронезьку «Енергію», разом з якою стала срібним призером чемпіонату Росії і володарем Кубку Росії. За підсумками сезону 1996 року включалася до списку 33 найкращих футболісток.
З 1997 по 1998 рік була гравцем німецького клубу «Клінг Зекка».
У 1999 році перейшла в команду «Діана» (Москва) й була заявлена третім воротарем у збірну Росії для участі у фінальній частині Чемпіонату світу. У 2002 році перейшла в тольяттинську «Ладу». Двічі завойовувала срібло чемпіонату і вигравала Кубок Росії. Включалася до списку 33 найкращих футболісток 2002 і 2003 року.
У 2005 році стала гравцем ногінської «Надії», з якою завоювала бронзові нагороди чемпіонату. Наступний сезон знову провела в складі «Лади». Напередодні початку сезону 2007 року перейшла в СКА (Ростов-на-Дону), який дебютував у вищому дивізіоні. У складі команди брала участь в турнірі «Кубанська весна», за підсумками якого визнана найкращим воротарем.
2008 рік провела в складі воронезької «Енергії». Разом з командою брала участь в турнірі «Кубанська весна». У 2010 році виступала в першому дивізіоні за воронезький клуб ШВСМ.

## Кар'єра в збірній
Виступала за збірну Росії. У 1999 році Юрій Бистрицький включив Волкову в заявку збірної на чемпіонат світу 1999 року в США, де росіянки дійшли до 1/4 фіналу. Волкова була запасним воротарем і не зіграла на турнірі. У 2003 році Бистрицький також запросив її на чемпіонат світу 2003 року в Німеччині. Росія знову змогла пройти до чвертьфіналу, де поступилася майбутньому переможцю турніру — збірної Німеччини. Алла Волкова була основним воротарем збірної Росії на турнірі і провела всі чотири гри мундіалю й пропустила 9 м'ячів. В останній раз запрошувалася до табору збірної в 2008 році.

## Досягнення
- Чемпіонат Білорусі
  -  Чемпіон (2): 1993, 1995[1]

- Кубок Білорусі
  -  Володар (1): 1993

- Чемпіонат Росії
  -  Срібний призер (3): 1996, 2002, 2003
  -  Бронзовий призер (1): 2005

- Кубок Росії
  -  Володар (2): 1996, 2003